# Impianti della Coppa del Mondo di rugby 2003
| Immagine | Impianto e città                   | Capacità | Incontri disputati |
| --- | ---------------------------------- | -------- | --- |
| Adelaide Oval                                                                                                  | Adelaide Oval                      | 33597    | Australia ‒ Namibia 142-0 (G) Argentina ‒ Irlanda 15-16 (G) |
| Lang Park | Lang Park, Brisbane                | 52500    | Australia ‒ Romania 90-8 (G) Francia ‒ Figi 61-18 (G) Inghilterra ‒ Uruguay 111-13 (G) Figi ‒ Stati Uniti 19-18 (G) Nuova Zelanda ‒ Tonga 91-7 (G) Scozia ‒ Stati Uniti 39-15 (G) Sudafrica ‒ Samoa 60-10 (G) Australia ‒ Scozia 33-16 (QF) Inghilterra ‒ Galles 28-17 (QF) |
| Canberra Stadium                                                                                               | Canberra Stadium                   | 25011    | Italia ‒ Tonga 36-12 (G) Galles ‒ Tonga 27-20 (G) Italia ‒ Canada 19-14 (G) Italia ‒ Galles 15-27 (G) |
| Central Coast Stadium                                                                                          | Central Coast Stadium, Gosford     | 20059    | Irlanda ‒ Romania 45-17 (G) Argentina ‒ Namibia 67-14 (G) Giappone ‒ Stati Uniti 26-39 (G) |
| York Park | York Park, Launceston              | 19891    | Namibia ‒ Romania 7-37 (G) |
| Docklands Stadium                                                                                              | Docklands Stadium, Melbourne       | 56347    | Australia ‒ Irlanda 17-16 (G) Galles ‒ Canada 41-10 (G) Inghilterra ‒ Samoa 35-22 (G) Nuova Zelanda ‒ Canada 68-6 (G) Nuova Zelanda ‒ Italia 70-7 (G) Nuova Zelanda ‒ Sudafrica 29-9 (QF) Francia ‒ Irlanda 43-21 (QF)                                                      |
| Subiaco Oval                                                                                                   | Subiaco Oval, Perth                | 42922    | Sudafrica ‒ Uruguay 72-6 (G) Inghilterra ‒ Georgia 84-6 (G) Samoa ‒ Uruguay 60-13 (G) Sudafrica ‒ Inghilterra 6-25 (G) Georgia ‒ Samoa 9-46 (G) |
| Stadium Australia                                                                                              | Stadium Australia, Sydney          | 83500    | Australia ‒ Argentina 24-8 (G) Francia ‒ Scozia 51-9 (G) Nuova Zelanda ‒ Galles 53-37 (G) Nuova Zelanda ‒ Australia 10-22 (SF) Francia ‒ Inghilterra 7-24 (SF) Francia ‒ Nuova Zelanda 13-40 (F3) Australia ‒ Inghilterra 17-20 (F)                                         |
| Sydney Football Stadium                                                                                        | Sydney Football Stadium            | 42500    | Argentina ‒ Romania 50-3 (G) Georgia ‒ Uruguay 12-24 (G) Irlanda ‒ Namibia 64-7 (G) Scozia ‒ Figi 22-20 (G) Sudafrica ‒ Georgia 46-19 (G) |
| Willows Sports Complex                                                                                         | Willows Sports Complex, Townsville | 26500    | Scozia ‒ Giappone 32-11 (G) Francia ‒ Giappone 51-29 (G) Figi ‒ Giappone 41-13 (G) |
| Wollongong Showground                                                                                          | Wollongong Showground              | 18484    | Canada ‒ Tonga 24-7 (G) Francia ‒ Stati Uniti 41-14 (G) |
| LEGENDA - G: fase a gironi - QF: quarti di finale - SF: semifinale - F3: finale per il terzo posto - F: finale |                                    |          | |